# Mieszkowicka Dąbrowa
Mieszkowicka Dąbrowa (kod PLH320051) – specjalny obszar ochrony siedlisk sieci Natura 2000, zlokalizowany na terenie województwa zachodniopomorskiego. Obszar obejmuje powierzchnię 26,39 ha.
Teren wyznaczony został w celu długotrwałego zabezpieczenia naturalnych siedlisk życia oraz populacji zagrożonych wymarciem gatunków zwierząt (z wyłączeniem ptaków) takich jak: kozioróg dębosz Cerambyx cerdo oraz pachnica dębowa Osmoderma eremita (Osmoderma barnabita).

## Siedliska pod ochroną
- kwaśne dąbrowy (Quercion robori-petraeae)